# Poiocera terminalis
Poiocera terminalis är en insektsart som beskrevs av Walker 1858. Poiocera terminalis ingår i släktet Poiocera och familjen lyktstritar. Inga underarter finns listade i Catalogue of Life.